# トレードワルツ
株式会社トレードワルツ（英: TradeWaltz Inc.）は、東京都港区に本社を置く、貿易プラットフォーム「TradeWaltz」をSaaSとして提供する運営提供会社。

## 概要
NTTデータ、三菱商事、豊田通商、東京海上日動火災保険、三菱UFJ銀行、兼松および損害保険ジャパンの7社が共同出資し、デジタル技術を活用した貿易業務における事務処理の効率化を実現すべく、設立された会社。
貿易企業における事務手続きを、ブロックチェーン技術を活用した貿易情報連携基盤で効率化を目指すべく、2017年8月30日にNTTデータが「ブロックチェーン技術を活用した貿易情報連携基盤実現に向けたコンソーシアム」を発足させ、同社が事務局を務めた。
国内やシンガポール・タイなどいくつかの実証実験を経て、2020年4月にNTTデータが運営事業体となる株式会社トレードワルツを準備会社として設立。同年10月に7社共同出資を行い、11月に事業を開始した。
2024年には、三井住友銀行、みずほ銀行も新たに出資。

## 事業所
- 本社 - 東京都港区三田三丁目5番27号　住友不動産東京三田サウスタワー10階